# Erythrolamprus andinus
Erythrolamprus andinus är en ormart som beskrevs av Dixon 1983. Erythrolamprus andinus ingår i släktet Erythrolamprus och familjen snokar. Inga underarter finns listade i Catalogue of Life.
Utbredningsområdet sträcker sig från regionen Cusco i Peru till departementet Cochabamba i Bolivia. Det ligger i Anderna i regioner som ligger cirka 2500 meter över havet. Individer hittades i molnskogar. Endast två exemplar är kända. Individen från Peru levde i en nationalpark. Vid fyndplatsen av den andra individen i Bolivia pågår omfattande landskapsförändringar. Intensiva sökexpeditioner utfördes inte. IUCN listar arten med kunskapsbrist (DD).
Honor lägger antagligen ägg.